# Кесић
Кесић је српско презиме најзаступљеније у Босни и Херцеговини, Србији и Хрватској.
Око 2700 људи носи ово презиме. По народном предању, сматра се да постоје две врсте Кесића, они који порекло воде из Кијана код Лике у Хрватској, и други који су пореклом из Босанског Грахова, прецизније из места Кесићи. Може се закључити да су сви Кесићи пореклом са пограничног места између данашње Босне и Херцеговине и Хрватске.
Значење презимена је изведено из речи "кесити" односно "кезити", или имена Кесо и Кезо. У оба случајева, значење је "онај који је радостан" или "онај који се смеје". Еквивалент презимену Кесић је презиме Кезић. На попису из села Голубић код Книна, поред Кесића забележено је и презиме Кеса.

### Кесићи из околине Книна
На попису села Кијани код Грачаца из 1770. и 1807. јавља се породица Кесић, кућног броја 4 и 5. Два припадника ове породице, Малета и Лазо, 1764. се прикључују крајишкој артиљерији. Попис из 1807. уклључује три припадника ове породице, сви из кућног броја 4 - Јаков, стар 30 година, као и Стојан и Герман Кесић, обојица стара по 27 година.
Ова породица слави Светог Николу. Данас, већи део ове породице живи у граду Нишу, где су се преселили у периоду између два рата.
Душан Кесић, рођен 1939. године, који је након операције Олуја остао у Кијанима је убијен 1995. године од стране припадника 118. Домобранске бригаде хрватске војске. Овај злочин је остао некажњен.
Део породице Кесић из Вучипоља је славио Ђурђевдан. Из тог места је и народни херој Петар "Бићо" Кесић, учесник Народноослободилачке борбе кога је Јосип Броз Тито 27. новембра 1953. именовао херојем, постхумано.
Поред Кијана и Вучипоља, Кесићи (7 чланова) и Кесе (4 члана) су насељавали и село Голубић код Книна. Носиоци презимена Кесић и Кеса су у 17. веку дошли у Голубић из Босне, и заједно са другим трговцима подигли Голубић као једно од најбогатијих села Далмације у то доба. Задржали су своју крсну славу Ђурђевдан коју су славили и у Босни.

## Презиме данас
Презиме је данас забележено у Нишу, Београду, Новом Саду, Смедереву, Лакташима, Инђији, Мркоњић Граду и у другим мањим местима.

## Познати људи

### А
- Александар Кесић (1987– ), бивши српски фудбалски голман

### Д
- Дара Бубамара или Радојка Кесић Аџић (1976– ), српска певачица

### Ђ
- Ђоко Кесић, српски новинар

### З
- Зоран Кесић (1976– ), српски ТВ водитељ и новинар

### О
- Обрад Кесић, шеф мисије Босне и Херцеговине према Европској Унији

### П
- Петар Кесић, народни херој